# 20.
◄ | 1. stoljeće pr. Kr. | 1. stoljeće | 2. stoljeće | ►
◄ | 0-ih pr. Kr. | 0-ih | 10-ih | 20-ih | 30-ih | 40-ih | 50-ih | ►
◄◄ | ◄ | 17. | 18. | 19. | 20. | 21. | 22. | 23. | ► | ►►
Astronomija • Književnost • Kršćanstvo

## Događaji
- Galba postaje rimski Pretor.
- Vitruv izjavljuje da je zvuk kretanje zraka u koncentričnim krugovima.

## Vanjske poveznice
|  | Zajednički poslužitelj ima još gradiva o temi 20. |